# Урал (Кармаскалинский район)
Урал (баш. Урал) — деревня в Кармаскалинском районе Республики Башкортостан Российской Федерации. Входит в состав Карламанского сельсовета.

## География

### Географическое положение
Деревня расположена у реки Карламан.
Расстояние до:
- районного центра (Кармаскалы): 4 км,
- центра сельсовета (Улукулево): 6 км,
- ближайшей ж/д станции (Карламан): 6 км

## Население
| 2002 | 2009 | 2010 |
| ---- | ---- | ---- |
| 272  | ↘266 | ↗325 |

Национальный состав
Согласно переписи 2002 года, преобладающая национальность — татары (61 %).